# Pilemene
Nella mitologia greca, Pilemene era il re degli Eneti e uno dei comandanti alleati dell'esercito troiano nella guerra contro gli Achei. Queste vicende sono narrate nell'Iliade.

## Mitologia
Pilemene era il capo degli Eneti, famosi per i muli selvatici, e  guidava il contingente dei Paflagoni. Quando combatteva veniva paragonato al dio della guerra Ares per le sue capacità. Fu ucciso in combattimento da Menelao. Il suo giovane scudiero e auriga di nome Midone, spronò i cavalli nel tentativo di fuggire ma su di lui piombò Antiloco, che lo colpì di spada alla tempia dopo averlo stordito al braccio con una grossa pietra.
Suo figlio Arpalione fu ucciso dal cretese Merione e il suo corpo fu pietosamente recuperato dal padre Pilemene (benché nel libro V fosse stato ucciso da Menelao).
Omero non indica il padre di Pilemene, ma alcuni mitografi antichi citano Bilsate o Melio.

## Interpretazione e realtà storica
La sorte di Pilemene è una delle più controverse di tutto il poema, infatti dapprima lo si dice morto ad opera di Menelao, in seguito il personaggio ricompare ancora vivo pronto a prendere il cadavere del figlio e onorarlo con le giuste esequie. Questo potrebbe portare a pensare che l'Iliade sia stata scritta da più persone con pensieri diversi e non solo da Omero, oppure, come spesso capita di riscontrare, nel racconto vi erano più eroi con lo stesso nome.

## Fonti
- Omero, Iliade libro II versi 851, libro V 576, libro XIII 643-659